# 2004年蒙地卡羅大師賽
2004年蒙地卡羅大師賽，於2004年4月19日至4月25日，在摩納哥蒙地卡羅舉行，是第98屆賽事。

## 冠軍

### 男子單打
決賽： 吉列爾莫·科里亞 擊敗  萊納·舒特勒（6–2、6–1、6–3）
- 這是科里亞今年第2個冠軍和職業生涯第8個冠軍。

### 男子雙打
決賽： 蒂姆·亨曼 /  內納德·齊莫尼奇 擊敗  加斯頓·埃特利斯 /  馬丁·羅德里格斯（7–5、6–2）

## 外部連結
- 官方網站